# 実況パワフルプロ野球2
実況パワフルプロ野球2（じっきょうパワフルプロやきゅうツー）は1995年2月24日にコナミ（※）から発売されたスーパーファミコン用野球ゲームソフトである。スーパーファミコン版のパワプロシリーズ第2作目。
※2006年3月31日の持株会社化に伴い、版権はコナミデジタルエンタテインメントに移行している。
実況は、今作に限り前作（'94）の安部憲幸に代わり、同じく朝日放送アナウンサーの太田元治が担当した。なお選手データは、前年シーズン終了時のものを使用している。

## 主なモード
- 対戦
- ペナント

前作は、パスワード採用による、最高十数試合のミニペナントモードであったが、本作では、バッテリーバックアップ採用により、実際の日本プロ野球と同じく130試合（当時）の対戦が可能になった。
- シナリオ

詳細は後述。
- アレンジ

本作が初登場。12球団の実在選手の中から自由に選手を選びチームを編成できる。保存できるチーム数は2。

## 使用できる球場
- グリーンスタジアム神戸
- 千葉マリンスタジアム
- 西武ライオンズ球場
- 福岡ドーム
- 藤井寺球場
- 明治神宮野球場（ゲーム中では「明治神宮球場」と表記）
- 広島市民球場
- 東京ドーム
- 横浜スタジアム
- ナゴヤ球場
- 阪神甲子園球場

## シナリオモード
1994年のプロ野球の実際の試合から各チーム1つずつ収録。
シナリオ1 読売ジャイアンツ ターニングポイント
- 10月23日 日本シリーズ第2戦 東京ドーム 巨人 1-0 西武
- 9回表の守備 無死二塁 打者:佐々木 投手:槙原

シナリオ2 中日ドラゴンズ この一戦にあり
- 10月8日 ナゴヤ球場 中日 3-6 巨人
- 8回裏の攻撃 無死一塁 打者:大豊 投手:桑田

シナリオ3 広島東洋カープ 引退の日
- 9月20日 広島市民球場 広島 7-7巨人
- 8回裏の攻撃 二死一二塁 打者:前田智 投手:宮本

シナリオ4 ヤクルトスワローズ 死へのマラソン
- 7月24日 明治神宮球場 ヤクルト 4-4 阪神
- 10回表の守備 二死一二塁 打者:新庄 投手:山田

シナリオ5 阪神タイガース 終わりの始まり
- 9月15日 阪神甲子園球場 阪神 2-2 横浜
- 8回表の守備 一死一二塁 打者:鈴木 投手:中西

シナリオ6 横浜ベイスターズ 投手戦
- 9月23日 横浜スタジアム 横浜 0-0 巨人
- 8回表の守備 無死 打者:グラッデン 投手:加藤

シナリオ7 西武ライオンズ プレッシャー
- 10月29日 日本シリーズ 第6戦 東京ドーム 西武 0-2 巨人
- 8回表の攻撃 無死三塁 打者:大塚 投手:槙原

シナリオ8 オリックス・ブルーウェーブ 最後のチャンス
- 9月16日 グリーンスタジアム神戸 オリックス 1-0 西武
- 7回表の守備 無死一二塁 打者:田辺 投手:長谷川

シナリオ9 近鉄バファローズ 意地と意地
- 8月13日 グリーンスタジアム神戸 近鉄 5-5 オリックス
- 9回裏の守備 無死 打者:高田 投手:赤堀

シナリオ10 福岡ダイエーホークス 閉店間際の逆転劇
- 7月16日 福岡ドーム ダイエー 2-6 西武
- 9回裏の攻撃 無死一二塁 打者:若井 投手:杉山

シナリオ11 千葉ロッテマリーンズ 最後の山場
- 9月20日 グリーンスタジアム神戸 ロッテ 5-4 オリックス
- 9回裏の守備 一死一二塁 打者:イチロー 投手:成本

シナリオ12 日本ハムファイターズ 意地を見せろ!
- 9月23日 東京ドーム 日本ハム 2-2 西武
- 7回裏の攻撃 一死二塁 打者:広瀬 投手:新谷